# Городнявка

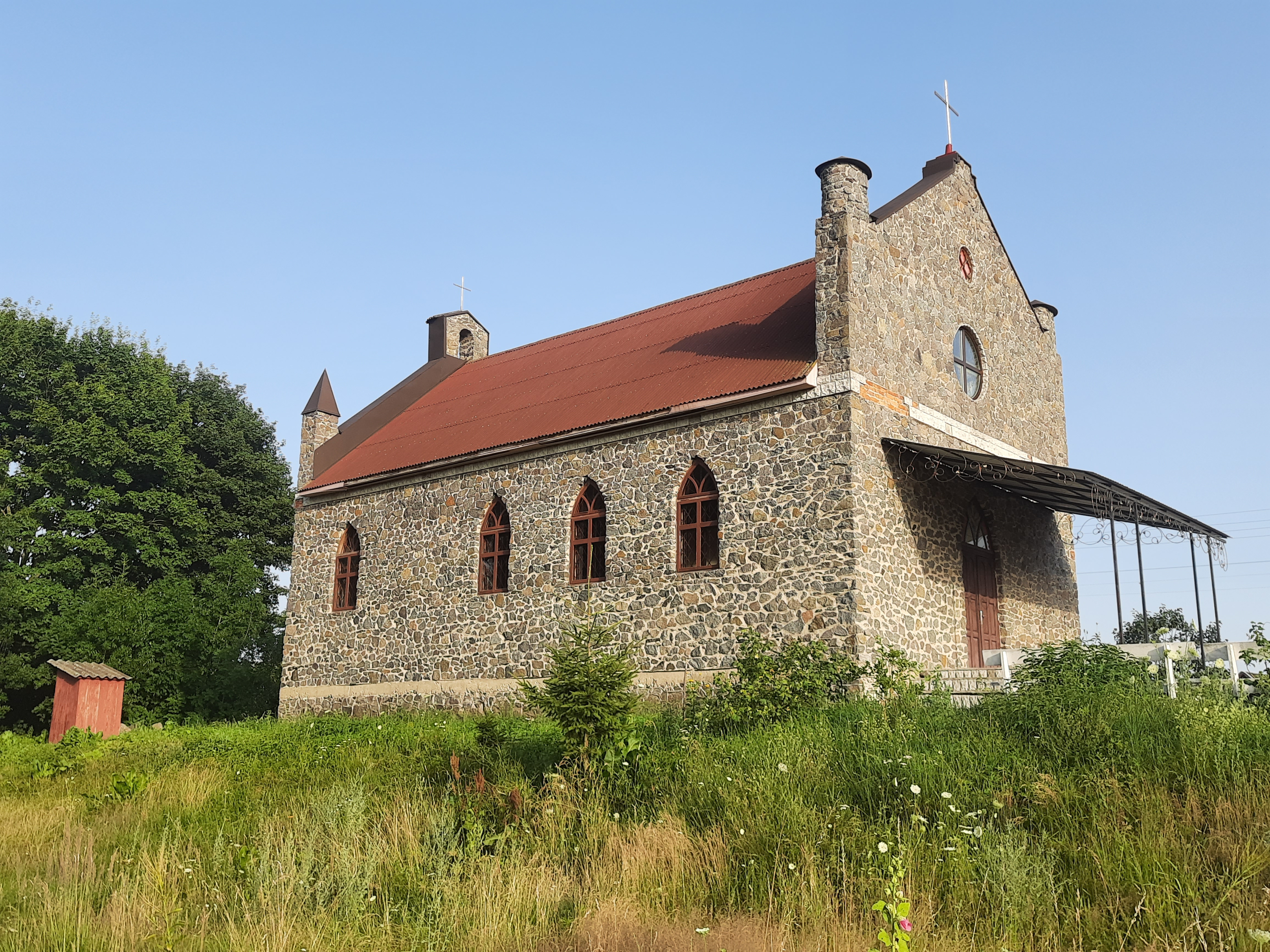
Костёл Святого Зигмунта в селе Городнявка.

Городнявка (укр. Городнявка) — село в Шепетовском районе Хмельницкой области Украины.
Население по переписи 2001 года составляло 481 человек. Почтовый индекс — 30413. Телефонный код — 3840. Занимает площадь 102 км².

## Местный совет
Является административным центром Городнявского сельского совета.
Адрес: 30413, Хмельницкая обл., Шепетовский р-н, с. Городнявка